# أسيير دل هورنو

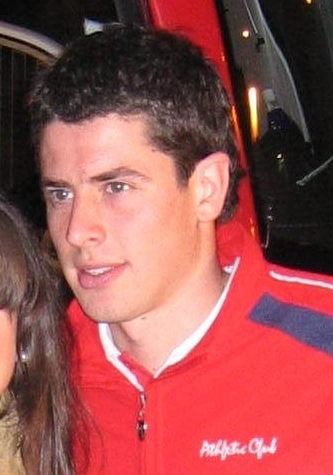
أسيير دل هورنو

أسيير دل هورنو كوسجايا (بالإسبانية: Asier del Horno)، من مواليد 19 يناير 1981 في غالارتا في إسبانيا، لاعب كرة قدم إسباني.
بدأ مسيرته الكروية مع نادي أثلتك بلباو في عام 2000، ولعب معهم حتى عام 2005، وشارك معهم في 94 مباراة وسجل 13 هدف، وفي موسم 2005/2006 انتقل إلى نادي تشيلسي الإنجليزي، ولعب معهم 32 مباراة وسجل هدف واحد، ومنذ عام 2006 وهو يلعب مع نادي فالنسيا.
و قد بدأ باللعب مع منتخب إسبانيا لكرة القدم في عام 2004. وقد انتقل إلى نادي بلباو على سبيل الأعاره.

## مسيرته الكروية
لعب أسيير دل هورنو خلال مسيرته الاحترافية مع 6 أندية في ثلاثة عشر موسمًا وسجل خلالها 17 هدفًا ضمن 238 مباراة. ولم يفز بأي موسم بالكأس وفاز في موسم واحد بالدوري.
خاض أسيير دل هورنو مسيرته مع نادي أتلتيك بيلباو ب في موسم 1999–00 لمدة موسم واحد، مشاركًا في 26 مباراة سجل خلالها هدفًا واحدًا. ثم انتقل إلى نادي أتلتيك بيلباو في موسم 2000–01 في المرة الأولى ليلعب معه خمسة مواسم ثم في موسم 2007–08 لمدة موسم واحد، حيث شارك طوالها في 124 مباراة سجل خلالها 13 هدفًا. لينتقل بعدها إلى نادي تشيلسي في موسم 2005–06 لمدة موسم واحد، مشاركًا في 25 مباراة سجل خلالها هدفًا واحدًا. ثم انتقل إلى نادي فالنسيا في موسم 2006–07 في المرة الأولى لمدة موسم واحد ثم في موسم 2008–09 لمدة موسم واحد، مشاركًا طوالها في 15 مباراة ولم يسجل أي هدف. هذا وانتقل لاحقًا إلى نادي ريال بلد الوليد في موسم 2009–10 لمدة موسم واحد، مشاركًا في 13 مباراة ولم يسجل أي هدف أيضًا. ثم انتقل بعدها إلى نادي ليفانتي في موسم 2010–11 ولمدة موسمين، مشاركًا في 35 مباراة سجل خلالها هدفين.

## وصلات خارجية
- BDFutbol profile
- National team data
- Athletic Bilbao profile
- أسيير دل هورنو على موقع الاتحاد الدولي (مؤرشف)  (الإنجليزية)
- أسيير دل هورنو على موقع قاعدة بيانات كرة القدم.إي يو (الإنجليزية)
- أسيير دل هورنو على موقع ناشيونال فوتبول تيمز (الإنجليزية)
- أسيير دل هورنو على موقع Soccerbase.com (لاعب) (الإنجليزية)
- أسيير دل هورنو على موقع Soccerway.com (الإنجليزية)
- أسيير دل هورنو على موقع عالم كرة القدم.نت (الإنجليزية)
- Transfermarkt profile